# U–850
Az U–850 tengeralattjárót a német haditengerészet rendelte a brémai AG Wessertől 1941. január 20-án. A hajót 1943. április 17-én állították szolgálatba. Egy harci küldetése volt, amelynek során hajót nem süllyesztett el. Tagja volt a déli féltekére induló Monszun csoportnak.

## Pályafutása
Az U–850 1943. november 18-án futott ki egyetlen őrjáratára, parancsnoka Klaus Ewerth volt. A hajó az Atlanti-óceán középső részén, Madeirától nyugatra hajózott, amikor a USS Bogue amerikai kísérő repülőgép-hordozó egyik TBF Avenger és egy F4F Wildcat harci gépe torpedóval 1943. december 20-án megsemmisítette. A teljes legénység, 66 ember meghalt.

## Kapitány
| Név          | Kezdőnap          | Zárónap            |
| ------------ | ----------------- | ------------------ |
| Klaus Ewerth | 1943. április 17. | 1943. december 20. |

## Őrjárat
| Indulás | Indulónap          | Érkezés | Zárónap            |
| ------- | ------------------ | ------- | ------------------ |
| Kiel    | 1943. November 18. | *       | 1943. december 20. |

* A hajó nem érte el úti célját, mert elsüllyesztették